# 윤석찬
윤석찬(1973년 1월 19일~)은 대한민국의 기술자이다.
웹 표준을 홍보하며 대한민국의 웹 호환성 문제를 제기해 왔으며, Wall Street Journal에 의하면 "비영리 오픈 소스 웹 브라우저 개발 프로젝트인 Mozilla의 한국 커뮤니티 리더"로 알려져 있다. 그는 W3C HTML5 및 Web cryptography API 표준 그룹의 초청 전문가로 활동했으며, 한국 웹표준 프로젝트를 설립하고, 국제 웹표준 프로젝트의 한국 담당자로도 활동했다.
부산대학교에서 지질학 및 GIS를 전공하였다. 학부 시절 웹코리아 커뮤니티에 참여하면서 개발자의 길을 걷기 시작하여, 웹 2.0을 주제로 한 유명 블로거로 알려졌다.
eWeek의 Chris Preimesberger에 따르면, 그는 오픈 소스 소프트웨어에 대한 Twitter내 글로벌 오피니언 리더이자 "한국의 주요 테크라이터로 ZDNet 코리아 칼럼니스트, Channy 블로그를 운영하고 있다. 바캠프 서울, 웹앱스콘를 시작하였으며, Lift Conference 아시아 자문을 맡았다. 다음커뮤니케이션에 입사하기 전에 스타트업인 나인포유" CTO를 맡았다.
대학 졸업 후, 전자 상거래 서비스를 만들 목적으로 1997년 4월 국내 최초의 온라인 음악 사이트인 코리아뮤직넷을 개설했으며, 음악 라디오 서비스인 나인포유를 시작하였다.
2006년 다음 커뮤니케이션 테크 에반젤리스트로서 외부 개발자에게 다음 개발자 네트워크(DNA)를 통해  공개 API서비스를 시작하였다. 또한, 국내 최초로 제주대학교 컴퓨터 공학과에서 오픈 소스 소프트웨어 수업을 개설하였고, 겸임 교수로 활동하였다.
2010년 서울대학교에서 시맨틱 웹과 의료정보학 박사과정을 수료하였으며, 이후 다음의 빅 데이터 영역의 오픈 소스 소프트웨어 전략을 담당하기도 했다.
2014년부터 현재까지 아마존 웹 서비스에서 테크 에반젤리스트로 일하고 있으며, AWS News Blog에서 제품 출시 소식을 전하고 있다.
2005년 8월 9일에 한국인 최초 유튜브 동영상 업로더로 알려져 있기도 하다.